# Grunta
Grunta je obec a vesnice v okrese Kolín ve Středočeském kraji, 2,5 km severozápadně od centra Kutné Hory a 6 km jihovýchodně od centra okresního města Kolín. Žije zde 88 obyvatel.
Grunta je také název katastrálního území o rozloze 0,8 km2.

## Historie
První písemná zmínka pochází z roku 1305. Listina, která potvrzuje prodej čtyř lánů blíže Dolu kostela P. Marie na založení nové štoly, dokládá nejen existenci vesnice, ale také těžbu stříbra v těchto místech. Původně zemědělská obec se tak po založení Kutné Hory zjevně stala i místem intenzivní důlní činnosti. V 16. století Gruntu získali vladykové Libeničtí z Vrchovišť a připojili ji k panství Libenice.

### Územněsprávní začlenění
Dějiny územněsprávního začleňování zahrnují období od roku 1850 do současnosti. V chronologickém přehledu je uvedena územně administrativní příslušnost obce v roce, kdy ke změně došlo:
- 1850 země česká, kraj Pardubice, politický i soudní okres Kolín[6]
- 1855 země česká, kraj Čáslav, soudní okres Kolín
- 1868 země česká, politický i soudní okres Kolín
- 1939 země česká, Oberlandrat Kolín, politický i soudní okres Kolín[7]
- 1942 země česká, Oberlandrat Praha, politický i soudní okres Kolín[8]
- 1945 země česká, správní i soudní okres Kolín[9]
- 1949 Pražský kraj, okres Kolín[10]
- 1960 Středočeský kraj, okres Kolín
- 2003 Středočeský kraj, obec s rozšířenou působností Kolín

## Památky
- kostel Nanebevzetí Panny Marie je významnou neorománskou stavební památkou

## Doprava
Dopravní síť
- Pozemní komunikace – Obcí prochází silnice III. třídy. Z obce je vzdálenost 2 km na silnici I/38 Havlíčkův Brod - Čáslav - Kolín - Nymburk, ve vzdálenosti 2,5 km vede silnice I/2 Praha - Kutná Hora - Pardubice.

- Železnice – Železniční trať ani stanice na území obce nejsou. Nejbližší železniční stanicí je Kutná Hora-město ve vzdálenosti 3 km ležící na trati 235 z Kutné Hory do Zruče nad Sázavou.

Veřejná doprava 2011
- Autobusová doprava – Obcí vedla příměstská autobusová linka Kutná Hora-Kolín-Ovčáry (v pracovních dnech 5 spojů) (dopravce Veolia Transport Východní Čechy, a. s.). O víkendu byla obec bez dopravní obsluhy.